# Plateau du Mussella
Le plateau du Mussella est un complexe architectural situé au nord de la ville d'Hérat, en Afghanistan. Le site rassemblait un ensemble d'édifices d'époque timouride construits à l'époque où Hérat était la capitale de cet empire après son transfert de Samarcande en 1405.
Le site comporte une mosquée, appelée mosquée de Goharshad, le mausolée de cette reine et une médersa. Quoique malmenés par l'Histoire avec des prédations sévères et des séismes, les vestiges restent impressionnants au début du XXIe siècle.

## Localisation
Le plateau est situé au nord de la ville et de la citadelle d'Hérat.

## Histoire
Le site se couvre de « monuments prestigieux » par la volonté de la souveraine timouride Goharshad (1378-1457), épouse préférée de Shahrokh, épousée à l'âge de 15 ans. La médersa est bâtie de 1410 à 1432, la mosquée est bâtie quant à elle de 1417 à 1439 et n'a jamais été terminée. Dès après 1447 et la mort de Sharokh un portail de la médersa est emmené à Samarcande.
Le mausolée a abrité, entre autres, les sépultures de Baysunghur Ier, Shahrokh, Goharshad. La dépouille de Sharokh a été transportée par son fils Ulugh Beg à Samarcande et réinhumée dans le Gour Emir auprès de Tamerlan. Le fondateur de l'empire moghol Babur le visite en 1506. 
Arthur Conolly visite le complexe en 1830. Jean-Paul Ferrier donne le nom de plateau du Mussella (« lieu de prières ») en 1845. La médersa était d'ores et déjà en mauvais état dès cette époque, en état de délabrement et dix ans après presque entièrement ruiné. 
Lors de l'avancée des troupes russes en Asie centrale, craignant une arrivée par le nord, l'émir afghan Abdur Rahman Khan, au pouvoir de 1880 à 1901 et épaulé par des conseillers militaires britanniques, fait détruire les vestiges de la grande mosquée en 1885 avec le plus grand mal selon les témoins. Les édifices du complexe du Mussella sont photographiés lors de l'expédition Niedermayer-Hentig de 1915-1916. 

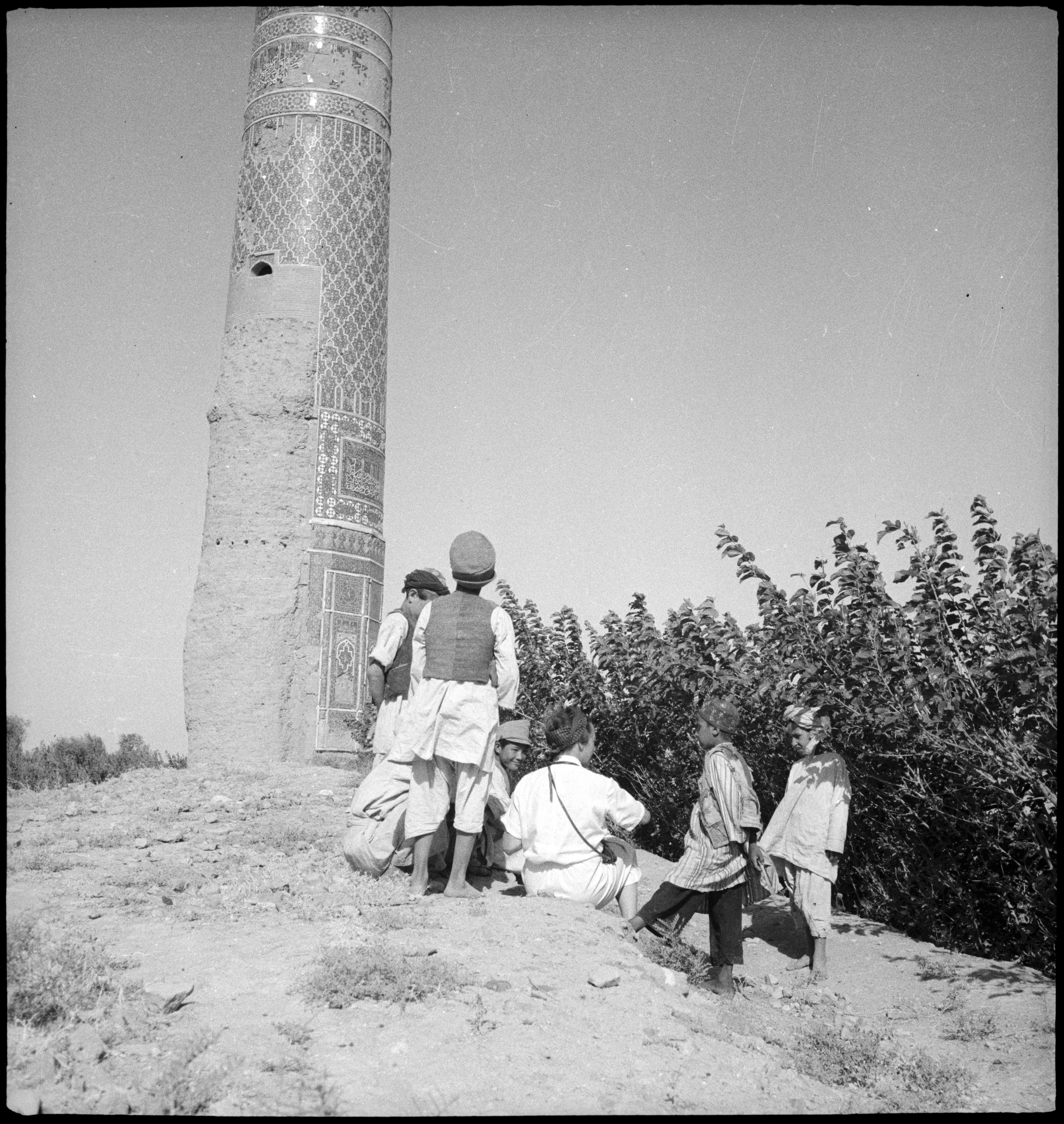
Vue des parties basses d'un minaret en 1939.

Les minarets d'angle de la mosquée persistaient malgré cette destruction, mais deux s'effondrent en 1928 et en 1931 lors d'un séisme, un autre s'effondre en 1951. Un minaret est intégré dans une médersa en 1936. Le minaret le plus proche du mausolée a été restauré par l'UNESCO en 1974. Le mausolée a pour sa part été restauré en 1950, un parc de conifères étant planté l'année suivante mais décimé entre 1987 et 1990 pour servir à chauffer la population.
Le minaret est gravement atteint par les combats lors de l'occupation du pays par l'armée soviétique lors de la Guerre d'Afghanistan (1979-1989) en 1984 : il perd sa partie supérieure et nombre d'éléments de décor, l'édifice en entier est fragilisé.
En 1992 les autorités font mettre à l'abri les éléments de décor tombés à terre. En appui avec les autorités locales, une ONG danoise, DACCAR, consolide le mausolée en 1994. Un mur de protection de 1023 m de long est élevé en 2000-2001. Le parc arboré est reconstitué.
En 2003 un mausolée élevé au milieu du XXe siècle à proximité en l'honneur du poète Amir Ali Cher Nawa'i est démoli pour être remplacé par « un grand mausolée en ciment, à la soviétique ». Le projet est finalement abandonné du fait d'une intervention de l'Unesco.

## Architecture
En 1845 le complexe comportait neuf minarets dont quatre pour la mosquée, quatre pour la médersa et un pour la médersa de Goharshad.
La médersa comportait une cour intérieure bordée de bâtiments et des porches sur chacun des côtés. Deux chambres à dôme étaient localisées sur le côté ouest. L'édifice possédait deux minarets situés à l'est et un portail richement décoré de céramiques sur la même façade.
Le mausolée dit de Goharshad est un élément emblématique du site et subsiste de nos jours. Une chambre à dômes de 16,80 m sur 16,10 m est conservée, pour une hauteur de 25 m. L'édifice est qualifié de « merveilleux mausolée » par Bernard Dupaigne, du fait entre autres de la richesse des décors de mosaïques de céramiques et d'arabesques et de la présence de quatre dômes dont un intérieur richement décoré de peintures. Les dimensions intérieures sont de 9,50 m de large et 10,80 m de haut.
La restauration effectuée au milieu du XXe siècle rend impossible la lecture de l'édifice comme un des côtés de la médersa.
Le minaret proche du mausolée mesure 42,40 m de hauteur pour 6 m de diamètre, il conserve deux des trois balcons présents à l'origine.

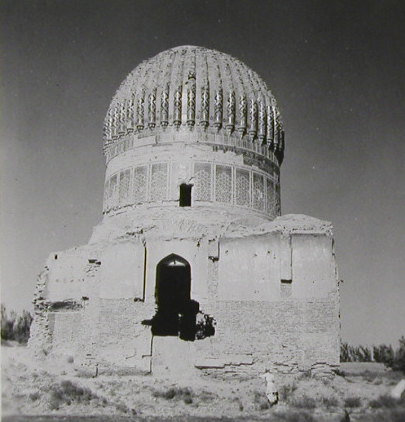
Photographie par Annemarie Schwarzenbach en 1939-1940.
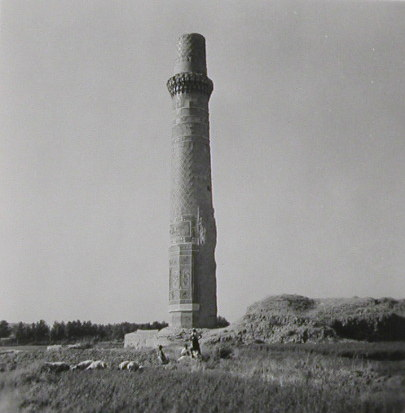
Photographie par Annemarie Schwarzenbach en 1939-1940.
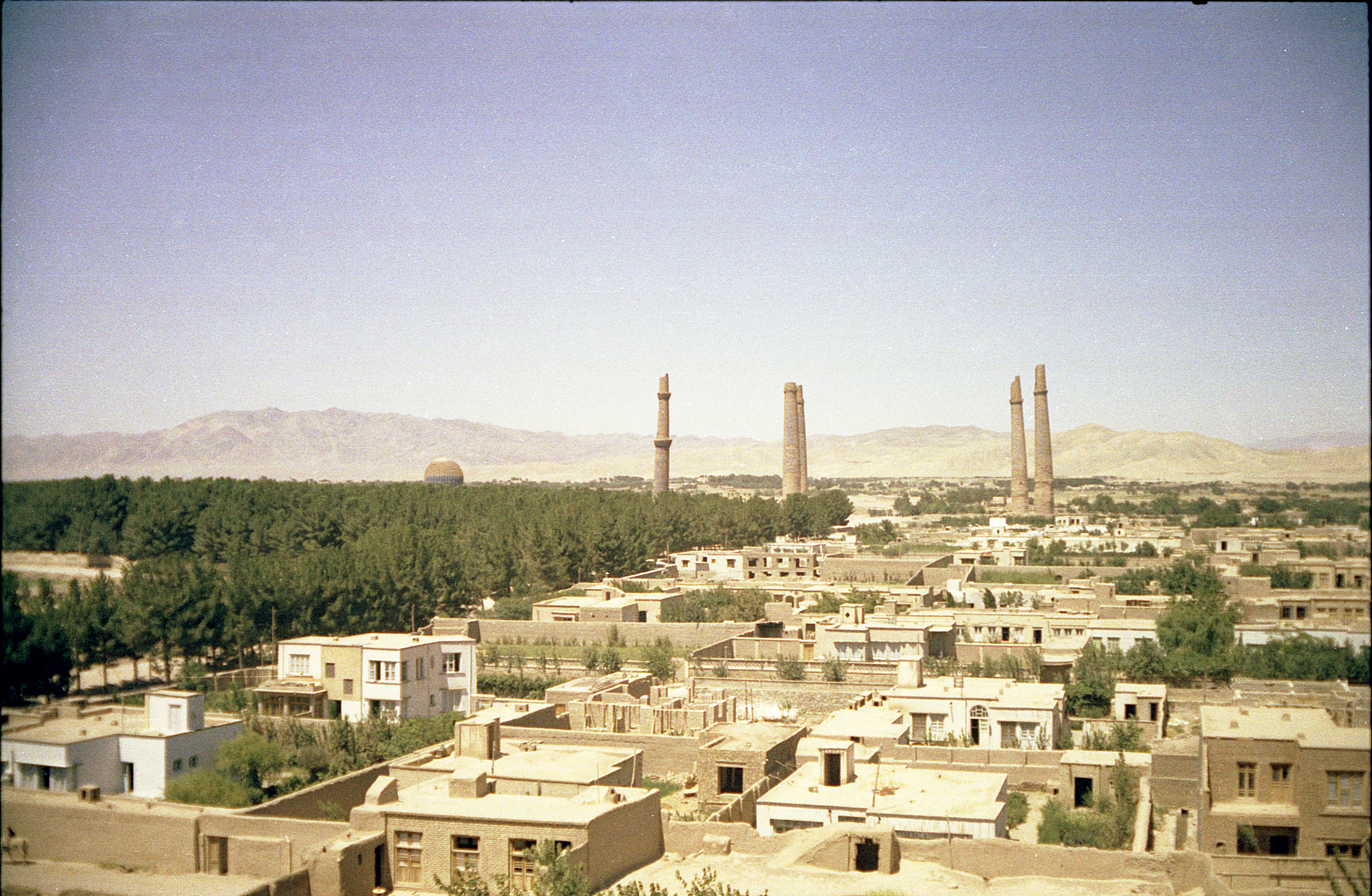
Vue en 1969.
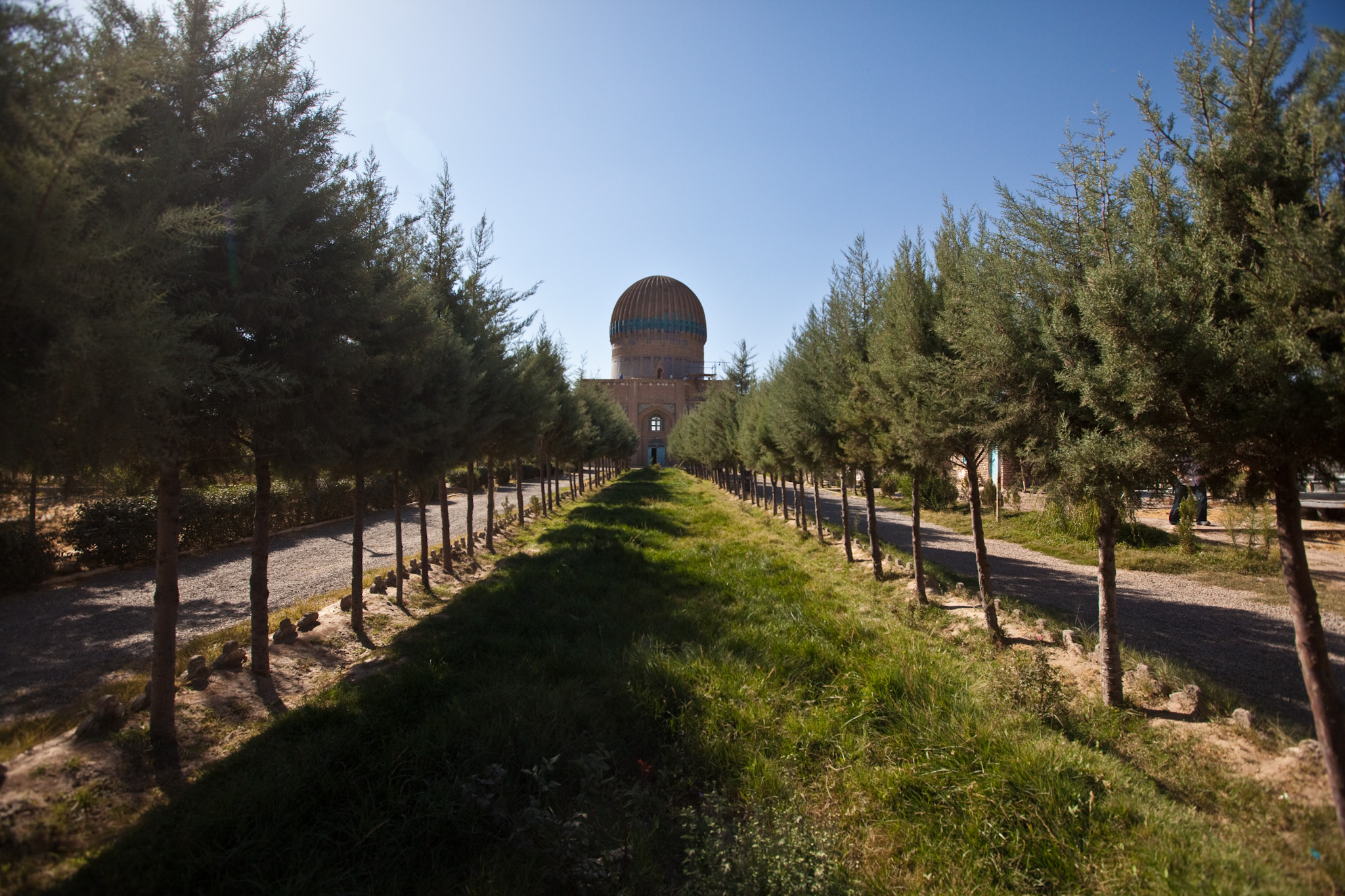
Mausolée.